# کراسنویارکا (جمهوری آلتای)
کراسنویارکا (به لاتین: Krasnoyarka) یک منطقهٔ مسکونی در روسیه است که در جمهوری آلتای واقع شده‌است.